# Scar Tissue
«Scar Tissue» — перший сингл гурту Red Hot Chili Peppers з альбому Californication. Був випущений в 1999 році і став однією з найуспішніших пісень колективу, протримавшись рекордні 16 тижнів на вершині чарту Billboard Hot Modern Rock Tracks, а також 10 тижнів на вершині чарту Mainstream Rock Tracks. Крім того він досяг восьмій позиції в хіт-параді Billboard Hot 100 Airplay  і дев'ятою строчки в чарті Billboard Hot 100. У Великій Британії пісня домоглася дев'ятій позиції в місцевому хіт-параді. В 2000 році композиція удостоїлася премії Греммі в номінації «Найкраща рок-пісня». Відмінними рисами пісні стали «м'який» гітарний риф та соло на слайд-гітарі, яке зайняло 63-у сходинку в списку ста найкращих за версією журналу Guitar World.

## Створення та зміст пісні
«Scar Tissue» вважається представником нового, більш мелодійного рок-звучання, з яким гурт експериментував на платівці Californication (на відміну від психоделічного саунду One Hot Minute і «сухого» фанку на Blood Sugar Sex Magik).
В пісні йдеться про Ентоні Кідіса та його боротьбу з наркотиками, а також про його сварки. Строчка «Уїдливий містер всезнайка» була натяком на Дейва Наварро, якого він називав «королем сарказму». «Я готовий до Місяця рачки повзти» є посиланням на героїнову залежність вокаліста, яка зробила його безрозсудним, в прагненні отримати дозу.
Кідіс заявив, що ідея «Scar Tissue» прийшла до нього в той самий момент, коли він почув, як інші учасники гурту грають музику, і він відчув, як ніби їх джем-сейшн зливається в єдину мелодію та очевидні слова раптом з'явилися в його підсвідомості. В пісні він співає про наслідки наркотиків (особливо героїну) і яким чином вони можуть зруйнувати чиєсь життя.
Джон Фрусчанте розповідав, що соло-гітара в пісні була натхненна пісенною технікою, суть якої полягала у взятті двох нот, які знаходяться одна від одної на октаву, і виконанні їх в ритмі. Пісня написана в фа мажорі, соло грається в ре мінорі.
Текст «Scar Tissue» був написаний Ентоні Кідісом, ймовірно, через повернення гітариста Джона Фрушанте. Фрушанте покинув гурт в 1992 році через важку героїнову залежність (що ледь не коштувало йому життя в 1997 році), але в 1998 році він повернувся до гурту, щоб записати з ними альбом Californication. Тема пісні часто інтерпретується як «життя та воскресіння». «Scar Tissue» дивно мелодійна композиція, яка контрастує з більш ранніми роботами Chili Peppers. Це було характерно для нового стилю гурту, який сформувався при створенні Californication.

## Музичне відео
Відеокліп був знятий режисером Стефаном Седнауі, який також працював над іншим відео гурту, «Give It Away».
Початкові кадри демонструють Джона Фрусчанте, який сидить за кермом Pontiac Catalina 1967 року, це метафора повернення гітариста до гурту (він не водить машину в реальному житті). Всі четверо музиканта побиті, пошарпані та перев'язані. Вони їдуть по зворотній стороні дороги на іржавій колимазі та грають на зламаних інструментах. Відео закінчується після емоційного 30-секундного соло гітариста в момент заходу сонця, після чого Фрусчанте викидає зламану гітару. Вважається, що дуже схожа концепція була відхилена для відеокліпу на пісню «Soul to Squeeze».

## Список композицій

### CD-сингл (1999)
1. «Scar Tissue» — 3:37
2. «Gong Li» (невидана) — 3:42
3. «Instrumental #1» (невидана) — 2:48

### CD-сингл (Slipcase) (1999)
1. «Scar Tissue» — 3:37
2. «Gong Li» (невидана) — 3:42

### Касетний сингл (1999)
1. «Scar Tissue»
2. «Gong Li» (невидана)

### Сингл Jukebox
1. «Scar Tissue» — 3:37
2. «Gong Li» (невидана) — 3:42

## Позиції в чартах
| Чарт (1999)                      | Найвища позиція |
| -------------------------------- | --------------- |
| Australian Singles Chart         | 15              |
| Canadian Singles Chart           | 9               |
| RPM Singles Chart                | 4               |
| RPM Rock Report                  | 1               |
| Dutch Singles Chart              | 38              |
| Finnish Singles Chart            | 16              |
| French Singles Chart             | 66              |
| German Singles Chart             | 75              |
| Irish Singles Chart              | 16              |
| Italian Singles Chart            | 10              |
| New Zealand Singles Chart        | 3               |
| Polish Singles Chart             | 1               |
| UK Singles Chart                 | 15              |
| Billboard Hot 100                | 9               |
| Billboard Modern Rock Tracks     | 1               |
| Billboard Mainstream Rock Tracks | 1               |